# Леонор дю Мен
Леонор-Марі дю Мен де Бур (фр. Léonor Marie du Maine du Bourg; 14 вересня 1655 — 15 січня 1739) — військовий і державний діяч Французького королівства, маршал Франції (1724). Учасник Голландської війни та війни за іспанську спадщину.

## Життєпис
Син Філіпа дю Мен, графа Бура, командира іноземної легкої кінноти Мазаріні, та Леонори де Дамас де Тьян'яс народився 1655 року в м. Шанжі. 1671 року був пажем Королівської великої конюшні. 1673 року став мушкетером королівської гвардії.
З часів Голландської війни брав участь у бойових діях. 1674 року відзначився при облозі Безансону. 1676 року брав участь в облогах міст Бушен і Конде. У 1677—1678 роках відзначився при захопленні міст Валансьєн, Сен-Омер, Іпр, Кель. 1681 року брав участь у захопленні Страсбургу.
1701 року з початком війни за іспанську спадщину призначений местр-де камп (на кшталт полковника) Королівського кінного полку. Втім під час війни не очолював самостійні військові підрозділи. 1713 року призначено губернатором Страсбургу.
1724 року разом з іншими генералами часів Людовика XIV новий король Людовик XV надав Леонору дю Мена звання маршала Франції. Помер 1739 року в Страсбурзі.

## Родина
1. Дружина — Марі, донька Роланда Ле Гуальда, шевальє де Месобрана
Діти:
- Марія-Тереза-Леонора (1711—1732)

2. Дружина — Марі-Анна де Клінлін